# Asszunta
Az Asszunta latinból eredő olasz női név, jelentése: (a mennybe) felvett, mely Mária mennybemenetelének egyházi ünnepére utal (latinul: Assumptio in caelum Mariae Virginis).

## Gyakorisága
Az újszülötteknek adott nevek körében az 1990-es években szórványosan fordult elő. A 2000-es és a 2010-es években sem szerepelt a 100 leggyakrabban adott női név között.
A teljes népességre vonatkozóan az Asszunta sem a 2000-es, sem a 2010-es években nem szerepelt a 100 leggyakrabban viselt női név között.

## Névnapok
- április 7.[2]
- augusztus 15.[2]